# Uniwersytet Arystotelesa w Salonikach
Uniwersytet Arystotelesa w Salonikach (gr. Αριστοτέλειο Πανεπιστήμιο Θεσσαλονίκης) – największy grecki uniwersytet państwowy z główną siedzibą w Salonikach. Powstał w 1925, decyzją rządu republikańskiego, kierowanego przez Aleksandrosa Papanastasiu. Początkowo nosił nazwę Uniwersytetu Salonik (Πανεπιστήμιο Θεσσαλονίκης).
Miasteczko uniwersyteckie zajmuje powierzchnię 23 ha w centrum miasta. Kształci się tutaj ponad 95 tys. studentów (w tym ok. 9 tys. na studiach podyplomowych). W skład kadry naukowej wchodzi 2248 osób (716 profesorów, 506 adiunktów, 576 asystentów oraz 450 wykładowców akademickich, 84 osoby wchodzące w skład naukowego grona pedagogicznego, 275 pracowników laboratoryjnych). Ponadto zatrudnionych jest 309 pracowników technicznych oraz 1028 osób personelu administracyjnego. Uniwersytet prężnie działa na polu współpracy międzynarodowej. Wchodzi w skład Grupy Coimbry, Sieci Utrechckiej oraz TIME. Głównym językiem wykładowym jest grecki, ale organizowanych jest wiele wykładów dla obcokrajowców w językach: angielskim, francuskim oraz niemieckim.